# Nicole Demers
Pour les articles homonymes, voir Demers.
Nicole Demers (née le 15 janvier 1950 à Montréal et morte le 3 juillet 2023) est une femme politique canadienne. Elle était députée à la Chambre des communes du Canada, représentant la circonscription québécoise de Laval sous la bannière du Bloc québécois. Après l'élection fédérale de 2011, elle perd son siège.

## Biographie
Anciennement administratrice de services de santé et propriétaire de restaurant, elle est élue pour la première fois en 2004. Elle a été critique du Bloc en matière de Familles et Aidants naturels du 6 août 2004 au 9 février 2006. Elle était porte-parole en matière d'Aînés.